# Jennifer Paige
Jennifer Paige (* 3. September 1973 in Marietta, Georgia als Jennifer Scoggins) ist eine US-amerikanische Popsängerin. Der Höhepunkt ihrer Karriere war der im Sommer 1998 erschienene Welthit Crush.

## Biographie
Jennifer Paige wurde in eine Musikerfamilie in Marietta (nahe Atlanta) geboren. Sie begann schon mit fünf Jahren zu singen. Dies tat sie zumeist in Kaffeehäusern oder Restaurants, zusammen mit ihrem älteren Bruder Chance Scoggins. Sie studierte Tanz, Gesang und Darstellende Kunst an der Pebblebrook Highschool. Im Alter von 17 Jahren kehrte sie nach Los Angeles zurück und tourte quer durch die Vereinigten Staaten.
Bei einem Auftritt Paiges in Las Vegas war die Schauspielerin und Sängerin Crystal Bernard von ihrer Stimme begeistert. Im August 1996 trat Paige vor über 50.000 Zuschauern bei den Olympischen Spielen in ihrer Heimatstadt Atlanta auf. Im selben Jahr kam Paige mit dem Produzenten Andy Goldmark zusammen. Sie schrieben viele Songs gemeinsam. Paige unterschrieb einen Plattenvertrag beim deutschen Musiklabel Edel Records.
1998 vollendeten Goldmark und Paige einen Song namens Crush. Dieser Song wurde im Sommer 1998 zu einem weltweiten Hit. In den USA erreichte er Platz 3, verkaufte sich über 500.000 Mal und erhielt Gold. In Großbritannien kam er bis auf Platz 4. Auch in den deutschsprachigen Ländern erreichte er die Top 20. Paige legte ihr gleichnamiges Debütalbum nach und tourte anschließend um die Welt. Sie hatte 1999 u. a. Auftritte bei den World Music Awards in Monte Carlo. In den USA und Großbritannien blieb es bei diesem einen Hit, weshalb Paige hier auch als One-Hit-Wonder gilt.
Ihr zweites Album Positively Somewhere war kein kommerzieller Erfolg. Mit einem neuen Team produzierte sie ihr drittes Album Best Kept Secret (2008) und mit dem Backstreet-Boys-Mitglied Nick Carter den Song Beautiful Lie (2009), der Platz 19 der deutschen Single-Charts erreichte.
Paige ist mit ihrem Mann Jason verheiratet. Am 5. Oktober 2014 kam ihre Tochter Stella Rose zur Welt.
Ihr fünftes Album wurde auf der Crowdfunding-Plattform Kickstarter finanziert; 2017 erschien es unter dem Titel Starflower.

## Diskografie

### Studioalben
| Jahr | Titel                | Höchstplatzierung, Gesamtwochen, AuszeichnungChartplatzierungen (Jahr, Titel, Platzierungen, Wochen, Auszeichnungen, Anmerkungen) | Höchstplatzierung, Gesamtwochen, AuszeichnungChartplatzierungen (Jahr, Titel, Platzierungen, Wochen, Auszeichnungen, Anmerkungen) | Höchstplatzierung, Gesamtwochen, AuszeichnungChartplatzierungen (Jahr, Titel, Platzierungen, Wochen, Auszeichnungen, Anmerkungen) | Höchstplatzierung, Gesamtwochen, AuszeichnungChartplatzierungen (Jahr, Titel, Platzierungen, Wochen, Auszeichnungen, Anmerkungen) | Anmerkungen                              |
| Jahr | Titel                | DE | CH | UK | US | Anmerkungen                              |
| ---- | -------------------- | --- | --- | --- | --- | ---------------------------------------- |
| 1998 | Jennifer Paige       | DE41 (6 Wo.)DE | CH40 (1 Wo.)CH | UK67 (1 Wo.)UK | US139 (14 Wo.)US | Erstveröffentlichung: 11. August 1998    |
| 2001 | Positively Somewhere | DE91 (1 Wo.)DE | — | — | — | Erstveröffentlichung: 18. September 2001 |
| 2008 | Best Kept Secret     | — | — | — | — | Erstveröffentlichung: 25. April 2008     |
| 2012 | Holiday              | — | — | — | — | Erstveröffentlichung: 11. November 2012  |
| 2017 | Starflower           | — | — | — | — | Erstveröffentlichung: 31. März 2017      |

### Kompilationen
- 2003: Flowers (The Hits Collection)

### Singles
| Jahr | Titel Album                                     | Höchstplatzierung, Gesamtwochen, AuszeichnungChartplatzierungen (Jahr, Titel, Album, Platzierungen, Wochen, Auszeichnungen, Anmerkungen) | Höchstplatzierung, Gesamtwochen, AuszeichnungChartplatzierungen (Jahr, Titel, Album, Platzierungen, Wochen, Auszeichnungen, Anmerkungen) | Höchstplatzierung, Gesamtwochen, AuszeichnungChartplatzierungen (Jahr, Titel, Album, Platzierungen, Wochen, Auszeichnungen, Anmerkungen) | Höchstplatzierung, Gesamtwochen, AuszeichnungChartplatzierungen (Jahr, Titel, Album, Platzierungen, Wochen, Auszeichnungen, Anmerkungen) | Höchstplatzierung, Gesamtwochen, AuszeichnungChartplatzierungen (Jahr, Titel, Album, Platzierungen, Wochen, Auszeichnungen, Anmerkungen) | Anmerkungen                                            |
| Jahr | Titel Album                                     | DE | AT | CH | UK | US | Anmerkungen                                            |
| ---- | ----------------------------------------------- | --- | --- | --- | --- | --- | ------------------------------------------------------ |
| 1998 | Crush Jennifer Paige                            | DE15 (15 Wo.)DE | AT10 (12 Wo.)AT | CH12 (15 Wo.)CH | UK4 Platin · (15 Wo.)UK | US3 Gold · (25 Wo.)US | Erstveröffentlichung: 16. Juni 1998                    |
| 1999 | Sober Jennifer Paige                            | DE78 (7 Wo.)DE | — | — | UK68 (1 Wo.)UK | — | Erstveröffentlichung: 19. Februar 1999                 |
| 1999 | Always You Jennifer Paige                       | DE76 (9 Wo.)DE | — | — | UK81 (1 Wo.)UK | — | Erstveröffentlichung: 12. Juli 1999                    |
| 2002 | Stranded Positively Somewhere                   | — | — | — | UK79 (1 Wo.)UK | — | Erstveröffentlichung: 31. August 2002                  |
| 2009 | Beautiful Lie Best Kept Secret / I’m Taking Off | DE19 (11 Wo.)DE | AT49 (3 Wo.)AT | — | — | — | Erstveröffentlichung: 29. Oktober 2009 mit Nick Carter |

Weitere Singles
- 2008: Underestimated
- 2008: Ta Voix (The Calling) (mit Lââm)
- 2013: Everything Is Better (anlässlich 30.000 Gefällt-mir-Angaben auf ihrer Facebook-Seite)
- 2017: The Devil’s in the Details
- 2017: Forget Me Not

## Auszeichnungen für Musikverkäufe
| Silberne Schallplatte - Frankreich - 1998: für die Single Crush Goldene Schallplatte - Belgien - 1998: für die Single Crush - Kanada - 1999: für das Album Jennifer Paige - Neuseeland - 1998: für die Single Crush | 2× Platin-Schallplatte - Australien - 1998: für die Single Crush |

Anmerkung: Auszeichnungen in Ländern aus den Charttabellen bzw. Chartboxen sind in ebendiesen zu finden.
| Land/RegionAuszeichnungen für Musikverkäufe (Land/Region, Auszeichnungen, Verkäufe, Quellen) | Silber  | Gold     | Platin     | Verkäufe | Quellen                   |
| -------------------------------------------------------------------------------------------- | ------- | -------- | ---------- | -------- | ------------------------- |
| Australien (ARIA)                                                                            | —       | —        | 2× Platin2 | 140.000  | aria.com.au               |
| Belgien (BRMA)                                                                               | —       | Gold1    | —          | 25.000   | ultratop.be               |
| Frankreich (SNEP)                                                                            | Silber1 | —        | —          | 125.000  | infodisc.fr               |
| Kanada (MC)                                                                                  | —       | Gold1    | —          | 50.000   | musiccanada.com           |
| Neuseeland (RMNZ)                                                                            | —       | Gold1    | —          | 5.000    | aotearoamusiccharts.co.nz |
| Vereinigte Staaten (RIAA)                                                                    | —       | Gold1    | —          | 500.000  | riaa.com                  |
| Vereinigtes Königreich (BPI)                                                                 | —       | —        | Platin1    | 600.000  | bpi.co.uk                 |
| Insgesamt                                                                                    | Silber1 | 4× Gold4 | 3× Platin3 |          |                           |

## Auszeichnungen
- 1999: RSH-Gold[7]